# Sakemoto Noriyuki
Sakemoto Noriyuki (酒本 憲幸 Sakemoto Noriyuki, sinh ngày 8 tháng 9 năm 1984 ở Wakayama) là một cầu thủ bóng đá người Nhật Bản hiện tại thi đấu cho Cerezo Osaka.

## Thống kê sự nghiệp câu lạc bộ
Cập nhật đến ngày 23 tháng 2 năm 2018.
| Thành tích câu lạc bộ | Thành tích câu lạc bộ | Thành tích câu lạc bộ | Giải vô địch | Giải vô địch | Cúp                   | Cúp                   | Cúp Liên đoàn | Cúp Liên đoàn | Châu lục | Châu lục  | Tổng cộng | Tổng cộng |
| Mùa giải              | Câu lạc bộ            | Giải vô địch          | Số trận      | Bàn thắng    | Số trận               | Bàn thắng             | Số trận       | Bàn thắng     | Số trận  | Bàn thắng | Số trận   | Bàn thắng |
| Nhật Bản              | Nhật Bản              | Nhật Bản              | Giải vô địch | Giải vô địch | Cúp Hoàng đế Nhật Bản | Cúp Hoàng đế Nhật Bản | J. League Cup | J. League Cup | AFC      | AFC       | Tổng cộng | Tổng cộng |
| --------------------- | --------------------- | --------------------- | ------------ | ------------ | --------------------- | --------------------- | ------------- | ------------- | -------- | --------- | --------- | --------- |
| 2003                  | Cerezo Osaka          | J1 League             | 5            | 0            | 4                     | 0                     | 0             | 0             | -        | -         | 9         | 0         |
| 2004                  | Cerezo Osaka          | J1 League             | 16           | 0            | 1                     | 0                     | 3             | 0             | -        | -         | 20        | 0         |
| 2005                  | Cerezo Osaka          | J1 League             | 7            | 0            | 4                     | 0                     | 0             | 0             | -        | -         | 11        | 0         |
| 2006                  | Cerezo Osaka          | J1 League             | 12           | 1            | 1                     | 0                     | 6             | 0             | -        | -         | 19        | 1         |
| 2007                  | Cerezo Osaka          | J2 League             | 22           | 3            | 2                     | 0                     | -             | -             | -        | -         | 24        | 3         |
| 2008                  | Cerezo Osaka          | J2 League             | 18           | 3            | 1                     | 0                     | -             | -             | -        | -         | 19        | 3         |
| 2009                  | Cerezo Osaka          | J2 League             | 46           | 1            | 1                     | 0                     | -             | -             | -        | -         | 47        | 1         |
| 2010                  | Cerezo Osaka          | J1 League             | 7            | 0            | 0                     | 0                     | 5             | 0             | -        | -         | 12        | 0         |
| 2011                  | Cerezo Osaka          | J1 League             | 22           | 2            | 4                     | 0                     | 1             | 0             | 3        | 0         | 30        | 2         |
| 2012                  | Cerezo Osaka          | J1 League             | 29           | 0            | 3                     | 0                     | 7             | 0             | -        | -         | 39        | 0         |
| 2013                  | Cerezo Osaka          | J1 League             | 29           | 1            | 2                     | 0                     | 4             | 0             | -        | -         | 35        | 1         |
| 2014                  | Cerezo Osaka          | J1 League             | 25           | 0            | 3                     | 0                     | 0             | 0             | 5        | 0         | 33        | 0         |
| 2015                  | Cerezo Osaka          | J2 League             | 25           | 0            | 0                     | 0                     | -             | -             | -        | -         | 25        | 0         |
| 2016                  | Cerezo Osaka          | J2 League             | 15           | 1            | 3                     | 1                     | -             | -             | -        | -         | 18        | 2         |
| 2016                  | U-23 Cerezo Osaka     | J3 League             | 1            | 0            | -                     | -                     | -             | -             | -        | -         | 1         | 0         |
| 2017                  | Cerezo Osaka          | J1 League             | 0            | 0            | 3                     | 0                     | 5             | 0             | -        | -         | 8         | 0         |
| 2017                  | U-23 Cerezo Osaka     | J3 League             | 7            | 0            | -                     | -                     | -             | -             | -        | -         | 7         | 0         |
| Tổng cộng sự nghiệp   | Tổng cộng sự nghiệp   | Tổng cộng sự nghiệp   | 286          | 12           | 32                    | 1                     | 31            | 0             | 8        | 0         | 357       | 13        |